# Faisal Hamidi
Faisal Ahmad Hamidi (urdu فیصل حمیدی; ur. 16 marca 1997 w Heracie) – afgański piłkarz, grający na pozycji bramkarza w Attack Energy FC. Reprezentant kraju.

## Klub
Zaczynał karierę w klubie Ansari Herat. Następnie grał w Toofan Harirod F.C. oraz Attack Energy FC.

## Reprezentacja
W reprezentacji Afganistanu zadebiutował 7 czerwca 2019 roku w meczu przeciwko Tadżykistanowi (1:1). Zagrał całe spotkanie. Łącznie do 4 lipca 2022 roku zagrał 2 mecze.